# Laura Carlotto
Laura Estela Carlotto née le 21 février 1955 à La Plata, en Argentine et morte le 25 août 1978 est une Desaparecidos victime de dispararition forcée. Membre des Montoneros, elle est arrêtée alors qu'elle est enceinte en 1977 et assassinée en 1978 deux mois après avoir accouché. Son fils est confié à une autre famille dans le cadre de l'opération des bébés volées.  

## Engagement politique aux Montoneros
Ses parents sont Estela de Carlotto et Guido Carlotto. Militante péroniste de gauche, Laura Carlotto étudie l'histoire à l'Université nationale de La Plata et est membre du groupe local de jeunes péronistes, recruté plus tard par les Montoneros. En 1976, Laura et son mari, Oscar Walmir Montoya, vivent dans un immeuble en face du commissariat. Le couple, qui fait partie d'un réseau de militants politiques, pense que vivre si près d'un commissariat contribue à réduire tout soupçon d'activités subversives. La résidence de Laura sert souvent de refuge à d'autres membres des Montoneros. Elle écrit un livre, « Laura, Vida y Militancia », qui explore leur vie et leurs actions de militants politiques. Laura a pour nom de guerre Rita.

## Arrestation pendant la sale guerre
À l'époque, toute action perçue comme subversive est un motif d'arrestation pour suspicion de terrorisme. En août 1977, Guido Carlotto, le père de Laura, est arrêté pour complicité de terrorisme, mais il est ensuite libéré.  Laura et son mari sont emmenés à l'École de mécanique de la Marine, où ils sont torturés lors de leurs interrogatoires. Lorsque les officiers apprennent la grossesse de Laura, les interrogatoires cessent, car ils ont pour ordre de prendre soin des femmes enceintes afin d'assurer un accouchement sans danger. Oscar est assassiné.

### Accouchement et assassinat
Le 28 juin 1978, Laura est transférée à l'hôpital militaire de Buenos Aires. Elle donne naissance à un fils qu'elle nomme Ignacio Montoya Carlotto. Le bébé est ensuite confié à une autre famille qui ignore son origine. Laura est ensuite transférée dans un autre centre de détention de La Plata. Elle y est assassinée deux mois plus tard. Des officiers militaires apportent le corps de Laura à une maison funéraire où sa mère est autorisée à le récupérer le 25 aout 1978. Le visage de Laura est fracassé et son corps déchiré par les balles.

## Retrouvailles de Guido Carlotto avec sa grand-mère

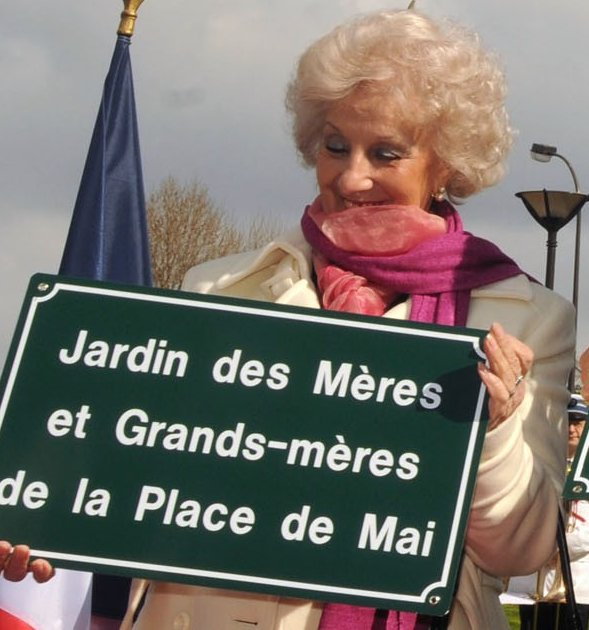
Estela de Carlotto

Des survivants du centre de détention ont informé Estela de la grossesse de Laura et lui ont expliqué qu'elle avait donné à son fils le prénom de son père. Grâce au groupe des Grands-mères de la place de Mai, Estela de Carlotto a pu retrouver son petit-fils Guido. Le 5 août 2014, Estela Barnes de Carlotto annonce à la presse avoir retrouvé Guido,.Elle avait 83 ans lors des retrouvailles avec Ignacio Hurban, musicien.